# Saint John (Nowy Brunszwik)
Saint John (fr. Saint-Jean) – miasto w Kanadzie, w prowincji Nowy Brunszwik, położone nad ujściem rzeki Saint John do zatoki Fundy (Ocean Atlantycki). Przez większą część historii był to największy ośrodek miejski Nowego Brunszwiku. W 2021 roku liczyło 69 895 mieszkańców, ustępowało wielkością miastu Moncton.
Ujście rzeki Saint John zostało przez Europejczyków zbadane i naniesione na mapy po raz pierwszy w 1604, kiedy przybył tu francuski kartograf i kolonizator Samuel de Champlain wraz z osadnikami pod wodzą innego francuskiego badacza, Pierre’a du Gua de Monsa.
Liczba mieszkańców Saint John wynosi 68 043. Język angielski jest językiem ojczystym dla 90,3%, francuski dla 5,2% mieszkańców (2006).
W mieście rozwinął się przemysł chemiczny, petrochemiczny, spożywczy, stoczniowy, drzewny, metalowy oraz poligraficzny.

## Sport
- Saint John Sea Dogs – klub hokejowy

## Miasta partnerskie
- Newport, Stany Zjednoczone
- Bangor, Stany Zjednoczone
- Tonghae, Korea Południowa